# Disperse Blue 102
 C.I. Disperse Blue 102 ist ein Monoazofarbstoff aus der Gruppe der Dispersionsfarbstoffe. Die Herstellung des Farbstoffs mit einer heterocyclischen Diazokomponente wurde 1951 durch Eastman Kodak patentiert.

## Darstellung
Disperse Blue 102 wird durch Diazotierung von 2-Amino-5-nitrothiazol mit Nitrosylschwefelsäure und Kupplung des Diazoniumsalzes auf 3-[Ethyl(3-methylphenyl)amino]-1,2-propandiol in Gegenwart von Natriumacetat hergestellt.

## Verwendung
Disperse Blue 102 wird im Textilbereich zum Färben von Kunstfasern wie beispielsweise Celluloseacetat eingesetzt. Der Farbstoff ist als allergisierend eingestuft und wird im Ökotex Standard 100 aufgelistet.

## Externe Links zu erwähnten Verbindungen
1. ↑  Externe Identifikatoren von bzw. Datenbank-Links zu 3-[Ethyl(3-methylphenyl)amino]-1,2-propandiol:  CAS-Nr.: 92-11-5, EG-Nr.: 202-126-3, ECHA-InfoCard: 100.001.934, PubChem: 101557, ChemSpider: 91766, Wikidata: Q82862355.